# Cantó de Machault
El cantó de Machault és un cantó francès del departament de les Ardenes, situat al districte de Vouziers. Té 14 municipis i el cap és Machault.

## Municipis
- Cauroy
- Chardeny
- Dricourt
- Hauviné
- Leffincourt
- Machault
- Mont-Saint-Remy
- Pauvres
- Quilly
- Saint-Clément-à-Arnes
- Saint-Étienne-à-Arnes
- Saint-Pierre-à-Arnes
- Semite
- Tourcelles-Chaumont

## Història
| Data d'elecció                           | Identitat        | Partit                           | Qualitat |
| ---------------------------------------- | ---------------- | -------------------------------- | -------- |
| 1945-1949                                | M. Jeanjean      | radical                          |          |
| 1949-1984                                | René Tinant      | MRP, després CD, després UDF-CDS |          |
| 1984-1998                                | Denis Defforges  | RPR                              |          |
| 1998-                                    | Dominique Guérin | Divers droite, després UMP       |          |
| les dades anteriors no són pas conegudes |                  |                                  |          |
|                                          |                  |                                  |          |

## Demografia
| A partir de 1990: Població sense dobles comptes |